# Persicaria pubescens
Persicaria pubescens är en slideväxtart som först beskrevs av Carl Ludwig von Blume, och fick sitt nu gällande namn av Kanesuke Hara. Persicaria pubescens ingår i släktet pilörter, och familjen slideväxter. Inga underarter finns listade i Catalogue of Life.